# Ciklopropán-trion
A ciklopropán-trion, más néven trioxociklopropán, hivatalos nevén ciklopropán-1,2,3-trion egy kevéssé ismert szén oxid. Képlete C3O3. Egy három szénatomos gyűrűből áll, amiben minden szénatomhoz kettős kötéssel kapcsolódik egy oxigénatom. Trimer szén-monoxidnak (CO) is lehet tekinteni. Termodinamikailag instabil. Nem állították elő nagyobb mennyiségben, de tömegspektromériával kimutatták.
Semleges megfelelője a deltát anionnak (C3O2−3), amit 1975-ben fedeztek fel. Létezik ekvivalens hidrátja, a hexahidroxi-ciklopropán, más néven ciklopropán-1,1,2,2,3,3-hexol, (-C(OH)2-)3. Az utóbbi geminális hidroxilcsoportot tartalmaz.

## Fordítás
Ez a szócikk részben vagy egészben  a   Cyclopropanetrione című angol Wikipédia-szócikk fordításán alapul.  Az eredeti cikk szerkesztőit annak laptörténete sorolja fel. Ez a jelzés csupán a megfogalmazás eredetét és a szerzői jogokat jelzi, nem szolgál a cikkben szereplő információk forrásmegjelöléseként.